# Arbor Men – Eine dämonische Legende
Arbor Men – Eine dämonische Legende (Originaltitel: anfangs Enclosure, später Arbor Demon) ist ein US-amerikanischer Horrorfilm von Patrick Rea aus dem Jahr 2016. Die Hauptrollen sind mit Fiona Dourif als Dana, Kevin Ryan als Charles und Jake Busey als Sean besetzt.

## Handlung
Die Fotografin Dana Baker und ihr Ehemann Charles, ein ehemaliger Sanitäter, fahren anlässlich des Jahrestages ihrer Eheschließung zum Campen in den Wald, genau an jenen Ort, wo Charles Dana zwei Jahre zuvor seinen Heiratsantrag unterbreitete. Schon bevor das Paar die Reise plante, hatte Dana jede Nacht vom Wald geträumt. Zudem plant Charles, zusammen mit seiner Band in den nächsten Monaten auf Tour zu gehen, da er leidenschaftlicher Gitarrist ist. Vorher möchte er jedoch zusammen mit Dana, abgeschieden von der Zivilisation, noch einmal ein paar schöne Tage verleben.
Dana und Charles sind stolz darauf, ein unkonventionelles Ehepaar zu sein. Beide lieben es, gemeinsam zu verreisen und Abenteuer in der Natur zu erleben. Familienplanung spielte lange Zeit keine Rolle in ihrem Leben, jedoch ist Dana unverhofft schwanger geworden. Dana verheimlicht ihre Schwangerschaft vor Charles, bevor die beiden ihren Campingausflug beginnen, da sie ahnt, dass er eine Abtreibung befürworten würde. Sie selbst kann sich jedoch immer mehr mit dem Gedanken anfreunden, Mutter ihres gemeinsamen Kindes zu werden.
Das Ehepaar fährt mit dem Auto zum Campen in den Wald. Nach der Ankunft an einem Waldsee lassen sich beide von einem Boot ans abgelegenere Seeufer übersetzten, wo sie ihre Wanderung beginnen und nach einem Platz für ihr Zelt Ausschau halten. Unterwegs fotografiert Dana die sie umgebende Waldlandschaft. Dabei hört sie seltsame Geräusche, die aus den Baumwipfeln zu ertönen scheinen, schenkt diesen jedoch nach gutem Zureden durch Charles keine weitere Beachtung. Als Dana in ihrer ersten Nacht im Wald nicht mehr Einschlafen kann, sieht sie sich ihre Fotos an. Dabei stößt sie auf eine Aufnahme, die eine seltsame Kreatur im Hintergrund erkennen lässt. Verängstigt weckt sie Charles und zeigt ihm das Bild, dieser hält das Wesen jedoch nur für einen Bären und verspricht Dana, sie im Notfall vor dem wilden Tier zu beschützen.
Am zweiten Tag ihres Ausflugs findet Dana ein verlassenes Zelt im Wald. Darin entdeckt sie einen Rucksack mit einem Ratgeber, der Empfehlungen enthält, was Eltern bei der Pflege ihrer Babys beachten müssen. Dana entschließt sich, das Buch mitzunehmen, und kehrt zurück zu Charles in ihr Zelt. In der darauffolgenden Nacht wird das Paar durch laute Motorengeräusche und mehrere Gewehrschüsse geweckt. Eine Gruppe von Jägern ist an ihrem Zelt angekommen und hat in einigen Metern Entfernung ein Lager aufgeschlagen. Die Männer betrinken sich am Lagerfeuer und schießen mit ihren Gewehren in die Baumwipfel. Kurz bevor Charles zu den Jägern gehen und sich über ihren Lärm beschweren kann, vernehmen die beiden wieder die eigenartigen Geräusche, welche Dana bereits am ersten Tag ihrer Wanderung beunruhigten. Nach wenigen Augenblicken bricht eine wilde Schießerei aus. Charles und Dana können jedoch nicht genau erkennen, was sich draußen im Wald abspielt. Als es wieder etwas ruhiger geworden ist, hören die Eheleute die Hilferufe eines Mannes aus der Ferne. Charles entschließt sich, dem Fremden zu helfen und eilt aus dem Zelt in den Wald. Wenig später kehrt er mit einem verletzten Jäger in seinen Armen in ihr Zelt zurück. Dort behandeln die beiden die Wunden des Mannes und entdecken dabei eine Klaue, die in seinem Fleisch zurückgeblieben ist. Der Fremde heißt Sean und gehörte zur Gruppe der Jäger. Er behauptet, auf der Suche nach seinem Bruder und ein paar Freunden gewesen zu sein, die spurlos verschwunden seien und nicht von ihrem Jagdausflug zurückgekehrt wären.
Am nächsten Morgen hören die drei erneut Hilferufe. Sie stammen von Howard, einem Freund von Sean, der zusammen mit ihm und den anderen Jägern in den Wald gekommen ist. Als Howard auf ihr Zelt zukriecht, gerät er in eine Falle und wird hoch in die Baumkronen gezogen. Kurze Zeit später fällt seine Leiche auf Danas und Charles’ Zelt herab. Dana gerät ins Grübeln und fragt sich, warum alle Jäger von den Kreaturen des Waldes angegriffen werden, nicht aber sie und Charles. Sie ahnt, dass Sean mehr weiß, als er ihnen bislang erzählt hat, und fordert ihn daher zum Reden auf. Daraufhin erzählt Sean Dana und Charles von einer Legende, die ihm einst seine Großmutter erzählte. Vor langer Zeit sei eine schwangere Frau von Kriegern entführt worden, und alle, die nach ihr gesucht hätten, seien nie wieder lebend gesehen worden. Auch in den folgenden Jahrhunderten und Jahrzehnten seien immer wieder schwangere Frauen spurlos verschwunden, die Vermisstenserie dauere bis in die heutige Zeit an.
Charles wird aus Seans Erzählung nicht schlau, da er nichts von Danas Schwangerschaft weiß. Erst, als Sean heimlich Charles’ Pistole ergreift und dem Paar den Tod androht, lüftet sich Danas Geheimnis. Sean, der zuvor den von Dana gefundenen Ratgeber erspäht hat, offenbart, dass Dana schwanger ist und behauptet, dass sie aus diesem Grund von den Waldkreaturen nicht angegriffen werde. Daher wolle er Dana als Geisel nehmen, um aus dem Wald zu flüchten. Diesen Plan kann Dana jedoch in einem Moment der Unachtsamkeit vereiteln, indem sie Sean die aus dessen Wunde entnommene Klaue erneut ins Fleisch rammt, ihn zusammen mit Charles überwältigt und anschließend an einen Baum im Wald fesselt. Beide hoffen, ihn als Köder nutzen zu können, um gemeinsam mit einem von den Jägern zurückgelassenen Quad zu fliehen. Doch Sean gelingt es, sich von seinen Fesseln zu befreien und sich im Wald zu verstecken. Als Dana und Charles sein Verschwinden bemerken, begibt sich Dana mit Charles’ Pistole auf die Suche nach dem Entflohenen.
Im Wald, nur wenige Meter von ihrem Zelt entfernt, tritt sie auf eine der Waldkreaturen, welchen die Jäger in der vergangenen Nacht zum Opfer fielen. Das Wesen verhält sich ihr gegenüber friedlich, und beide treten einander von Angesicht zu Angesicht gegenüber. Die Kreatur bemerkt, dass Dana schwanger ist, und legt behutsam eine ihrer Wurzelhände auf Danas Bauch. Dana lässt sie nichts Böses ahnend gewähren, doch kurz darauf schießt Charles auf das Waldwesen und fordert Dana auf, so schnell wie möglich zum Quad zu rennen und zu fliehen. Dana gehorcht ihm, aber das Quad steckt im Schlamm fest. Daher entscheidet sich Dana, zu Charles ins Zelt zurückzukehren. Dort angekommen, muss das Ehepaar entsetzt feststellen, dass der Kontakt zwischen Dana und der Waldkreatur eine Verwandlung in ihr hervorgerufen haben muss. Dana ist nun hochgradig schwanger und ihr Erscheinungsbild wird jenem der Kreatur von Minute zu Minute ähnlicher.
Plötzlich taucht Sean wieder im Zelt der beiden auf, bewaffnet mit einem neuen Gewehr, das er inmitten der Leichen seiner Jagdfreunde gefunden hat. Er möchte seinen zuvor vereitelten Plan nun in die Tat umsetzen und Dana erneut als Geisel nehmen. Dana fällt auf, dass Sean den gleichen Ring trägt, den sie zuvor auch an der Hand des Waldwesens gesehen hat. Sie spricht ihn daher auf ihre Beobachtung an und Sean gesteht, dass er das Paar belogen hat. Er sei nicht in den Wald gekommen, um nach seinem Bruder zu suchen, sondern um seine schwangere Frau und ihre gemeinsame Tochter zu finden. Ähnlich wie Dana, die vor ihrem Ausflug tagelang vom Wald geträumt habe, habe auch seine Frau den Ruf des Waldes vernommen und sei zum Wandern an diesen Ort gekommen. Der Ort habe sich seine Frau und Dana ausgesucht, nicht die beiden Frauen den Ort.
Noch bevor Sean Dana in Geiselhaft nehmen kann, taucht unbemerkt eine Waldkreatur hinter ihm auf und nimmt Sean in ihre Gewalt. Dana und Charles versuchen, die Gunst der Stunde zu nutzen und eilen zum Quad, um dieses aus dem Schlamm zu befreien und mit dem Fahrzeug zu flüchten. Sean gelingt es jedoch, sich aus dem Griff der Kreatur zu befreien. Er greift Dana am Quad an und droht gegenüber der versammelten Menge an Waldkreaturen, die sich inzwischen am Schauplatz eingefunden hat, Dana und damit auch ihr Baby zu töten, sollte er nicht seine Frau und seine Tochter sehen dürfen. Nachdem Sean beide unter den Waldkreaturen erkannt hat und ihre Verwandlung realisiert hat, nutzt Dana den Augenblick, um sich aus seiner Gewalt zu befreien und stößt ihn von sich. Sean fällt unglücklich zu Boden und stirbt wenig später an den Folgen seines Sturzes. Dana hingegen scheint zunehmend die Kontrolle über ihre Gedanken zu verlieren. Ihre Verwandlung schreitet rasant fort, und auf Befehl eines Waldwesens geht sie auf den am Boden liegenden Charles zu und bricht ihm das Genick. Anschließend fällt sie zu Boden und die Geburt ihres Kindes setzt ein. Die Verwandlung ist abgeschlossen, Dana ist nun auch vollständig ein Waldwesen. 

## Synchronisation
Die deutsche Synchronisation entstand unter der Dialogregie von Thomas Wolf im Auftrag der Think Global Media GmbH.
| Rolle   | Darsteller   | Synchronsprecher |
| ------- | ------------ | ---------------- |
| Dana    | Fiona Dourif | Lisa Braun       |
| Charles | Kevin Ryan   | Dennis Sandmann  |
| Sean    | Jake Busey   | Peter Sura       |

## Rezeption
Der Film erhielt überwiegend negative Kritiken. Er erreichte auf IMDb in über 1600 Benutzerkritiken 4,1 von 10 Punkten, auf OFDb in 16 Kritiken 3,6 von 10 Punkten und auf Moviepilot in 24 Kritiken 3,7 von 10 Punkten.